# 프랭크 마스
프랭크 마스(Frank Marth, 1922년 7월 29일 ~ 2014년 1월 12일)는 미국의 배우, 텔레비전 배우, 영화배우이다.
뉴욕에서 태어났으며 랜초미라지에서 사망하였다. 사인은 심부전이다.

## 영화
- 전쟁과 추억 (1988년)
- 특공대작전 - TV 시리즈 (1988년)
- 텔레폰 (1977년)
- 형사 Q (1976년)
- 명탐정 바나비 존즈 (1973년)
- 더 영 앤 더 레스트리스 (1973년)
- 사탄의 여학교 (1973년)
- 샌프란시스코 수사반 (1972년)
- 펜듈럼 (1969년)
- 마루니드 (1969년)
- 형사 마디간 (1968년)
- 인베이더 - 시리즈 (1967년)
- 제5전선 (1966년)
- 마담 X (1966년)
- FBI (1965년)
- 호간의 영웅들 (1965년)
- 도망자 (1963년)
- 러브 위드 더 프로퍼 스트레인저 (1963년)
- 전투 (1962년)
- 페리 메이슨 (1957년)
- 딜론 보안관 (1955년)
- 서스펜스 (1949년)
- 스튜디오 원 (1948년)